# Erhard Heiden
Erhard Heiden (* 23. Februar 1901 in München; † zwischen März und August 1933) war ein deutscher politischer Aktivist. Er war ein frühes Mitglied der NSDAP und als Vorgänger Heinrich Himmlers dritter Leiter der SS.

## Leben

### Tätigkeit in der frühen NSDAP

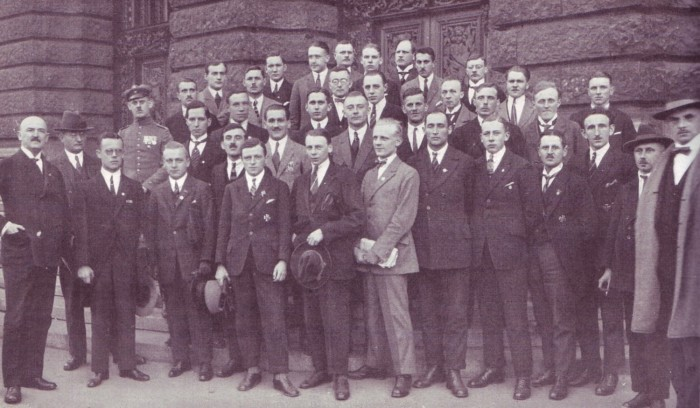
Angeklagte des kleinen Hitlerprozesses vor dem Münchener Volksgericht. Unter anderem im Bild: Karl Fiehler, Erhard Heiden, Walter Hewel, Hans Kallenbach, Hansjörg Maurer, Emil Maurice und Alois Rosenwink (1924).

Heiden wurde als außerehelicher Sohn der Maria Heiden geboren. Heidens Freund Julius Schaub erinnerte sich nach dem Zweiten Weltkrieg, dass ein Onkel von Heiden Juwelier in München gewesen sei. Somit könnte eine verwandtschaftliche Beziehung Heidens zu der Firma Theodor Heiden vorliegen, einer Juwelier-, Gold- und Silberschmiedwerkstätte am Promenadeplatz 19 in München, die in den Münchener Adressbüchern die einzige Juwelierfirma war, die von Personen namens Heiden geführt wurde: Als Inhaber der Werkstätte werden in den Adressbüchern der Juwelier Theodor Heiden und der Goldschmied Wilhelm Schmied verzeichnet. Bei Wilhelm Schmied handelt es sich um Wilhelm Heiden, den Bruder von Juwelier Theodor Heiden III. (* 7. Oktober 1892, † 20. Juli 1969). Maria Heiden war die adoptierte Tochter von Karl Heiden (* 22. Oktober 1852, † 20. Juli 1912), Bruder des Hofgoldschmieds Theodor Heiden II. (* 29. Oktober 1853, † 6. Dezember 1928).
Heiden trat 1918, in den letzten Monaten des Ersten Weltkriegs, in die Bayerische Armee ein. 1919 gehörte er einer paramilitärischen Formation in Berlin und dann einer Einheit in München an. Wahrscheinlich eine Personenverwechslung stellt die Angabe in einem Artikel der Münchener Post von 1926 dar, in dem es heißt, dass Heiden „ehemaliger Bataillonsadjutant beim Regiment Adolf Hitler“ gewesen sei.
Seit 1922 war Heiden in der Münchener NSDAP aktiv: Von 1922 bis 1923 gehörte er der von Joseph Berchtold geführten 17. Hundertschaft der Münchener SA an.
Seit dem Sommer 1923 gehörte Heiden dem so genannten Stoßtrupp Adolf Hitler, einer Vorläufer-Organisation der SS, an. Öffentliches Aufsehen erregte Heiden während dieser Zeit, nachdem er eines Nachts im Herbst 1923 zusammen mit seinem Stoßtrupp-Kollegen Joseph Berchtold den jüdischen Vizepräsidenten der Münchner Industrie- und Handelskammer, Siegmund Fraenkel, zusammen mit seiner Frau und seinem Sohn überfiel und brutal niederschlug. Der Völkische Beobachter quittierte dies mit dem hämischen Hinweis, „daß wir froh sind, wenn München allmählich in den Ruf kommt, daß es für Juden und andere Ausländer besser ist, die Stadt überhaupt nicht zu betreten.“
Im November 1923 nahm Heiden am gescheiterten Hitlerputsch in München teil. Am 23. April 1924 wurde er vom Volksgericht beim Landgericht München I im sogenannten „Kleinen Hitler-Prozess“ zusammen mit 39 anderen Angeklagten wegen seiner Teilnahme an dem Putsch wegen „Beihilfe zum Hochverrat“ zu einer Haftstrafe von fünfzehn Monaten verurteilt. Von dieser musste er knapp fünf Monate verbüßen, während der Rest ihm auf Bewährung erlassen wurde. Zusätzlich zu einigen Tagen Untersuchungshaft verbrachte er vom 8. August bis 24. Dezember 1924 und vom 13. bis 16. Januar 1925 als Gefangener auf der Festung Landsberg, gemeinsam mit zahlreichen anderen Teilnehmern des Putsches von 1923, darunter auch Hitler.
Während des Verbotes der NSDAP nach der Niederschlagung des Putsches bis zu ihrer Neugründung im Frühjahr 1925 betätigte er sich in verschiedenen Auffangorganisationen der Partei.

### Tätigkeit in der SS (1925 bis 1929)
Als Adolf Hitler die NSDAP im Frühjahr 1925 neu gründete, trat Heiden der „neuen“ Partei zum 14. April 1925 bei (Mitgliedsnummer 74). Nach der Gründung der Schutzstaffel (SS) – die als Garde innerhalb der Kampfverbände der Partei aufgestellt wurde – im April 1925 wurde Heiden außerdem zum Stellvertreter des ersten Führers der SS, Julius Schreck (1925–1926), ernannt. Angeblich stammte die Idee, einen besonderen Führerschutz zu organisieren, von Heiden. Auch nach Schrecks Ablösung als Chef der SS im Jahr 1926 durch Joseph Berchtold, der von 1926 bis 1927 an der Spitze der SS stand, blieb Heiden Stellvertreter des Führers der SS. Außer Stellvertreter von Berchtold als Oberführer der SS (seit 1. November 1926 firmierte der Oberführer der SS unter der Bezeichnung „Reichsführer SS“) war Heiden zudem der Geschäftsführer des Oberführers der SS/Reichsführers SS.
Spätestens zu Beginn des Jahres 1927 muss das Verhältnis von Heiden und anderen führenden SS-Angehörigen zu ihrem Chef Berchtold stark zerrüttet gewesen sein: Am Nachmittag des 8. Februar 1927 erschienen Heiden und vier weitere SS-Männer, zum Teil mit Reitpeitschen bewaffnet, in der Kanzlei des Völkischen Beobachters, wo Berchtold seinen Arbeitsplatz als Angestellter der Zeitung hatte. Die Männer verlangten von Berchtold die sofortige Herausgabe der Korrespondenz der SS als Organisation. Heiden drohte Berchtold bei dieser Konfrontation sogar an, ihn niederzuschießen. Berchtold lieferte die verlangten Schriftstücke unter dem Zwang der Situation aus, beschwerte sich anschließend jedoch beim Obersten SA-Führer Pfeffer von Salomon als seinem Vorgesetzten und bei Hitler und ersuchte sie um Hilfe gegen Heiden und seine Rabauken. Heiden und seine Begleiter kennzeichnete Berchtold dabei als „Banditen“ und ihr Handeln als „Überfall“ und „Vergewaltigung“.
Nach dem Rücktritt Berchtolds als Reichs-SS-Führer ernannte Hitler im März 1927 Heiden, damals im Rang eines SS-Sturmbannführers, zum neuen SS-Chef. Als seinen Stellvertreter berief Heiden mit Heinrich Himmler einen Angehörigen der Münchener Sturmabteilung (SA). Öffentlich bekannt gegeben wurde Heidens Ernennung zum „Reichsführer der SS“ durch den Obersten SA-Führer Franz Pfeffer von Salomon in einer kurzen Notiz im Völkischen Beobachter vom 13./14. März 1927. Einem Bericht der Polizeidirektion zufolge trat Berchtold als Reichsführer der SS zurück, nachdem er in die Redaktion des Völkischen Beobachters eingetreten war.
Unter dem Kommando Heidens wurde die Mitgliederzahl der SS in der Folgezeit von 1000 auf 280 Mann gesenkt, um in einem möglichst exklusiven Mitgliederkreis den „Elitegedanken“ der SS innerhalb der SA und auch der NSDAP zu unterstreichen. Die Oberleitung der SS setzte sich 1927 unter Heiden aus ihm als Reichsführer SS, seinem Adjutanten Max Mohr, seinem Stellvertreter Himmler, dem SS-Geschäftsführer Adolf Rottenberger sowie Emil Maurice und Julius Schreck als Inspekteuren der SS zusammen.
Zusammen mit Adolf Rottenberger führte Heiden zudem seit 1926 ein als „Reichswirtschaftsstelle“ bezeichnetes Geschäft, das NSDAP-Mitglieder, und zumal SA- und SS-Angehörige, mit Uniformen und Ausrüstungsgegenständen belieferte. Bis zu seinem Parteiausschluss im Mai 1927 arbeitete auch Edmund Heines in diesem Betrieb mit. Im Juni 1927 bestätigte Hitler das Geschäft als alleinberechtigten Ausrüster der SA.
Zum 1. Januar 1928 legte Heiden die Kassenverwaltung der SS mit seiner Reichswirtschaftsstelle zusammen.
Berichten der Münchener Polizeidirektion zufolge waren Heiden und Rottenberger zu dieser Zeit auch an der Einwerbung von größeren Spenden für die Partei beteiligt: So sollen Heiden und Rottenberger im Juli 1927 den Fabrikbesitzer und Textilienhersteller Hornbach in Kulmbach aufgesucht haben, um die Beschaffung von Stoffen für ihre Warenvermittlungsstelle zu erörtern und um Spenden zur Finanzierung des Reichsparteitages der NSDAP vom August 1927 zu bitten.
Am 6. Januar 1929 wurde Heiden von Hitler seines Amtes als Reichsführer der SS enthoben. Neuer SS-Chef wurde nun Heinrich Himmler, der dies bis 1945 bleiben sollte. Die genauen Hintergründe dieses Führungswechsels sind nicht eindeutig geklärt: Im diesbezüglichen Schreiben vom 20. Januar 1929 gab Hitler an, dass Heiden ihn bereits am 1. Dezember 1928 darum gebeten hätte, aus „familiären und wirtschaftlichen Gründen“ aus seiner Dienststellung als SS-Chef entlassen zu werden. Im vorletzten Satz seines Schreibens betont Hitler, dass Heidens Entlassung in keinem Zusammenhang mit „Verleumdungen“ Heidens durch die sozialdemokratische Presse zu sehen sei. In einem kritischen Artikel der sozialdemokratischen Münchener Post („Juden als Hitlerlieferanten“) vom 21. Januar 1929 wurde behauptet, dass die Warenvermittlungsstelle Rottenbergers, in der Heiden als zweiter Partner involviert war, zeitweise Materialien von einer Firma bezogen habe, deren Inhaber Jude war. In dem Artikel wurden vermeintliche Profitberechnungen präsentiert, wonach Rottenberger und Heiden zu Ungunsten ihrer Kundschaft – v. a. Parteiangehörige – durch überhöhte Preise erhebliche Gewinne eingestrichen hätten und dass sie zudem durch kreative Buchhaltung sowohl dem Fiskus als auch der Partei (die Gewinnanteilsansprüche hielt) erhebliche Summen vorenthalten hätten. Inwieweit diese Vorwürfe zutreffend waren, lässt sich den erhaltenen Akten nicht entnehmen. Eine Klage von Rottenberger gegen die Münchener Post wegen Verleumdung gab dieser allerdings auf.
Der spätere Münchener Stadtrat Karl Ortner erklärte nach dem Zweiten Weltkrieg, dass Heiden „mit Krach“ als SS-Chef abgetreten sei „wegen geschäftlicher Differenzen“ mit dem Reichsschatzmeister der NSDAP Franz Xaver Schwarz sowie aufgrund „persönlicher Differenzen mit Hitler“. Er sei ermordet worden, „weil er ständig massive Drohungen gegen Hitler“ ausgestoßen habe, die sich „bis zu Mordandrohungen“ gesteigert hätten, und er zudem ständig davon gesprochen habe, dass er „in der Schweiz ein Buch über Hitler mit Angaben über dessen intimes Privatleben“ veröffentlichen wolle, in das Heiden neben Emil Maurice, Julius Schreck und Julius Schaub in den 1920er Jahren die beste Einsicht besessen habe.
In einem auf den 22. Januar 1929 datierten Brief erklärte Heiden seinen Austritt aus der SS, der – soweit feststellbar – kurze Zeit später erfolgte. Stattdessen wandte er sich aktiv wieder der SA zu.
Im Münchener Adressbuch für 1930 ist Heiden als Inhaber eines „Bild- und Buchversand“ in der Herrnstraße 11/3 verzeichnet. 1931 figuriert er als Kaufmann und Inhaber der Firma „Waren- und Buchvertrieb Lützow“ ebenfalls in der Herrnstraße 11/3. 1933 ist er mit Wohnsitz in der Pfisterstraße 5/1 registriert. Auch 1935 ist Heiden noch als Kaufmann in der Pfisterstr. 5/1 verzeichnet.

### Ermordung
Im März 1933 wurde Erhard Heiden, nach einem Besuch bei seinem Freund Emil Maurice, durch Angehörige des Sicherheitsdienstes des Reichsführers SS verhaftet, während er im Münchener Kaffeehaus „Orlando“ zu Abend aß. Etwas später wurde er, vermutlich in der Münchener Dienststelle des SD, ermordet. Seit dem 18. März 1933 galt er amtlich als vermisst.
Paul Schulz notiert am 28. März 1933, dass er Folgendes über Heidens Verschwinden erfahren habe:

„Heute erfahre ich, dass vor einiger Zeit (14 Tage) der frühere SS-Führer Hayden [recte: Heiden] verschwunden ist. Er war abends zu Besuch bei seinem Freunde Maurice, ging von dem fort zu seiner Wohnung, die nur wenige Häuser weg ist. Unterwegs besuchte er eine Kneipe, die dort in der Nähe liegt, trank sein Bier und ass allein. Nach einiger Zeit kam ein SA-Mann [tatsächlich: SS-Mann] verlangte ihn zu sprechen, er soll mal mit herauskommen, was er tat. Seit dieser Zeit ist er nicht mehr zurückgekehrt. Nach 1/2 Stunde kam wieder dieser SA-Mann [tatsächlich: SS-Mann] holte Mantel und Hut des Hayden ab. Hayden ging ja heraus ohne Mantel und Hut und ohne zu bezahlen.“

Heidens Mutter bat kurz nach seinem Verschwinden dessen alten Freund Emil Maurice, nach ihm zu suchen. Dieser wandte sich mit der Bitte um Hilfe an Josef Gerum, der schließlich zusammen mit August Schneidhuber bei Heinrich Himmler, der zu diesem Zeitpunkt Chef der Bayerischen Politischen Polizei war, wegen des Verschwundenen vorsprach. Himmler habe, als Gerum und Schneidhuber ihn nach Heidens Verbleib fragten, so behauptete Gerum später, „aufbrausend“ reagiert und sich jede Einmischung verbeten. Schulz zufolge soll Ende März ein SS-Sturmführer bei Maurice erschienen sein, der ihm mitteilte, dass, wenn er noch ein Wort in der Angelegenheit Heiden fallen lassen oder weitere Nachforschungen nach dessen Verbleib anstellen würde, er ein Kind des Todes sei. Als Maurice Hitler über den Vorfall Vortrag hielt, habe dieser ihm empfohlen, sich auf einige Zeit aus München zurückzuziehen.
Heidens Leiche wurde erst Monate später, am 13. August 1933, im Werkkanal Neufinsing bei Erding entdeckt (Protokoll des Amtsgerichts Erding) und am 15. September bestattet. Karl Ortner zufolge wies seine Leiche eine Schusswunde im Kopf auf. Als vermutlicher Todestag wurde im Rahmen einer amtlichen Todestagsfeststellung der 19. März 1933 angesetzt.
Der „Waren- u. Buch-Vertrieb 'Lützow' Erhard Heiden“ wurde im November 1933 aus dem Handelsregister gelöscht.

## Forschungsstand und archivische Überlieferung
Erhard Heiden ist, obwohl er knapp zwei Jahre lang eine nominell bedeutende Stellung innerhalb des Parteiapparates der NSDAP innehatte, bis heute ein Phantom geblieben. Wie der Historiker Hans Rudolf Wahl schreibt, ist Heinrich Himmlers Vorgänger als SS-Chef „eine historische Figur, über die die Forschung außer der Tatsache, dass er seinerzeit Reichsführer SS war, bis heute buchstäblich nichts weiß“.
Dokumentarisches Material zu Heiden ist nur in sehr geringem Umfang überliefert. Insbesondere aussagekräftige Personalakten über ihn scheinen nicht mehr existent zu sein. Grund hierfür ist wahrscheinlich, dass diese seinerzeit auf Veranlassung Himmlers vernichtet wurden. Im Bundesarchiv finden sich zu Heiden lediglich zwei Karteikarten zu Heidens NSDAP-Mitgliedschaft in der NSDAP-Zentralkartei bzw. in der NSDAP-Ortskartei (BDC: 3100 und BDC: 3200) sowie eine Personalkarte zu Heiden als Mitarbeiter der NSDAP (BDC: PK-Mikrofilm D 320, Bilder 313 bis 318). Im Staatsarchiv München werden eine kurze Nachlassakte zu Heiden (AG Mü. Nr. 1933/2272) sowie eine Gefangenenakte für seine Zeit als Häftling der Festung Landsberg in den Jahren 1924 und 1925 (JVA 12430) verwahrt.